# La Casa Pacifica
Pour les articles homonymes, voir Pacifica.

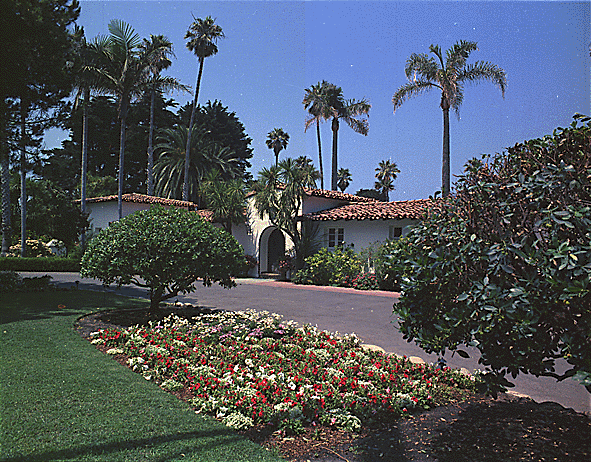
Vue extérieure de la demeure, en 1973.

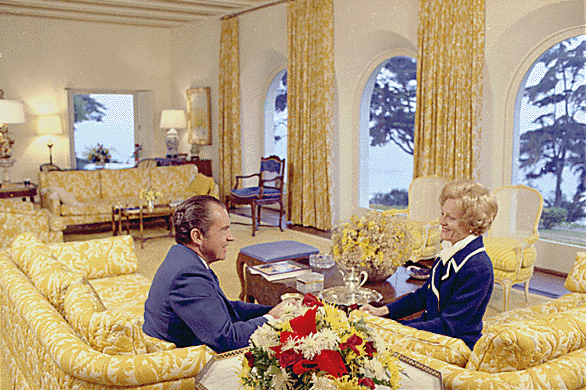
Le couple présidentiel Nixon dans le salon, en 1971.

La Casa Pacifica en français : « La Maison du Pacifique » est une demeure située à San Clemente en Californie, donnant sur l'océan Pacifique. Elle est célèbre pour avoir été la demeure du président américain Richard Nixon et de son épouse Pat ; le président l'utilisait occasionnellement pour travailler.

## Histoire
La maison voit d'abord séjourner le président Franklin Roosevelt, invité par le propriétaire d'alors, dans les années 1930, l'homme d'affaires Hamilton H. Cotton, membre du Parti démocrate, qui y organise des soirées mondaines et politiques. Il l'a fait construire en 1926 par l'architecte Carl Lindbom, souhaitant qu'elle soit la réplique d'un manoir andalou qu'il avait repéré à Saint-Sébastien (Espagne).
En 1969, le président Richard Nixon l'achète pour 1,4 million de dollars. Il rebaptise la bâtisse de 836 m² bâtie sur 2,2 hectares « La Casa Pacifica » alors que la presse la surnomme la « Maison-Blanche de l'Ouest ». Des travaux sont effectués, assurant discrétion, confort et sécurité : une piscine remplace le court de tennis et un mur de 4 mètres de haut est édifié le long de la propriété, laquelle est gardée à l'entrée jour et nuit. Il y reçoit avec son épouse des hôtes étrangers dans un cadre informel, comme le Premier ministre japonais Eisaku Satō, le président mexicain Gustavo Díaz Ordaz ou encore le Soviétique Léonid Brejnev, et d'autres personnalités comme le secrétaire d'État Henry Kissinger et l'homme d'affaires Charles Rebozo. En 1975, après le scandale du Watergate qui pousse le président à démissionner, il se retire à La Casa Pacifica.
Le couple Nixon vend la maison à la fin des années 1980 au chef d'entreprise pharmaceutique Garvin S. Herbert et s'installe dans le New Jersey. En décembre 2009, elle fait l'objet d'un accord historique de préservation des biens avec la ville de San Clemente afin d'être restaurée et préservée. En 2015, elle est proposée à la vente.